# ریکاردو ایسمائیل روهاس
ریکاردو ایسمائیل روهاس (انگلیسی: Ricardo Ismael Rojas؛ زادهٔ ۲۶ ژانویهٔ ۱۹۷۱) یک بازیکن فوتبال اهل پاراگوئه است.
وی همچنین در تیم ملی فوتبال پاراگوئه بازی کرده‌است.